# 大业镇
大业镇，是中华人民共和国广西壮族自治区梧州市岑溪市下辖的一个乡镇级行政单位。

## 行政区划
大业镇下辖以下地区：
大业社区、板么村、思回村、泗龙村、杨乐村、新村、古静村、双松村、会村、古万村、古味村、胜垌村、奕清村、大献村和同福村。